# آبشار جیمز بروک
آبشار جیمز بروک (به انگلیسی: James Bruce Falls) آبشاری است در کشور کانادا که ۸۴۰ متر ارتفاع دارد.  این آبشار نهمین آبشار بلند جهان است.